# Парпурівці
Парпу́рівці — село в Україні, у Лука-Мелешківській сільській громаді Вінницького району Вінницької області.
У 2010 році в Парпурівцях збудована церква, яку побудували на місці старої церкви, що була зруйнована у 1984 році.

## Історія
Село Парпурівці розкинулось на рівнині поблизу маленької річки Батіг. Ґрунти суглинисті, сприятливі для садівництва, що є головним заняттям селян. Є легенда, що дуже давно в часи козацтва, орієнтовно середина 16 століття в лісі на поляні поселився козак Борис Порпура та його прізвище взяло село. На підставі документів 80-90-х рр. XVI ст. можна простежити не тільки умови формування маєтностей, а й перші кроки перерозподілу власності між найбагатшими магнатами Східного Поділля - Брацлавщини. Насамперед це різноманітні форми надань, або привілеїв. Так, писар руської королівської канцелярії Євтик Висоцький отримує навічно«село новооселое Хижинцы» (1574); є привілей пожиттєвий Кропивницкому и жоне его на село Скуринцы» (1581). Тиші-Биковські в 1659 р. тримають Парпурівці та продають в 1602 р. Сутковським.  
В одній територіальній громаді знаходились села Майдан-Чапельський та Соловіївка. Назва «майдан» відноситься ще до кінця 16 століття, коли на нашу землю неодноразово набігали турецькі завойовники, які і назвали вільну площу в лісі турецьким словом «майдан», яка розмістилась біля річки Чапля. В 1751 році в селі Парпурівцях побудували дерев'яну церкву на честь Покрови Пресвятої Богородиці, а в 1894 році в селі Соловіївка збудована дерев'яна однокупольна церква Свята Михайлівська. До церкви в Парпурівцях ходили 230 чоловіків і 250 жінок, у Соловіївці 120 чоловіків і 121 жінка, у Майдані 45 чоловіків і 39 жінок. В 1892 році в селі Парпурівці відкрито школу грамоти.

### Об'єднання територіальних громад
З 2015 року триває процес об'єднання сіл Парпурівці, Сокиринці та Хижинці в Сокиринецьку сільську територіальну громаду з адміністративним центром в селі Хижинці.

## Населення

### Мова
Розподіл населення за рідною мовою за даними перепису 2001 року:
| Мова       | Кількість | Відсоток |
| ---------- | --------- | -------- |
| українська | 477       | 97.95%   |
| російська  | 9         | 1.85%    |
| білоруська | 1         | 0.20%    |
| Усього     | 487       | 100%     |

## Залізниця
Пункт зупинки Парпурівський.

## Відомі люди
- Зінченко Арсен Леонідович — український історик, громадський діяч, народний депутат 1 скликання, доктор історичних наук, професор, завідувач кафедри історії України та методики навчання Київського Університету ім. Бориса Грінченка.

## Галерея

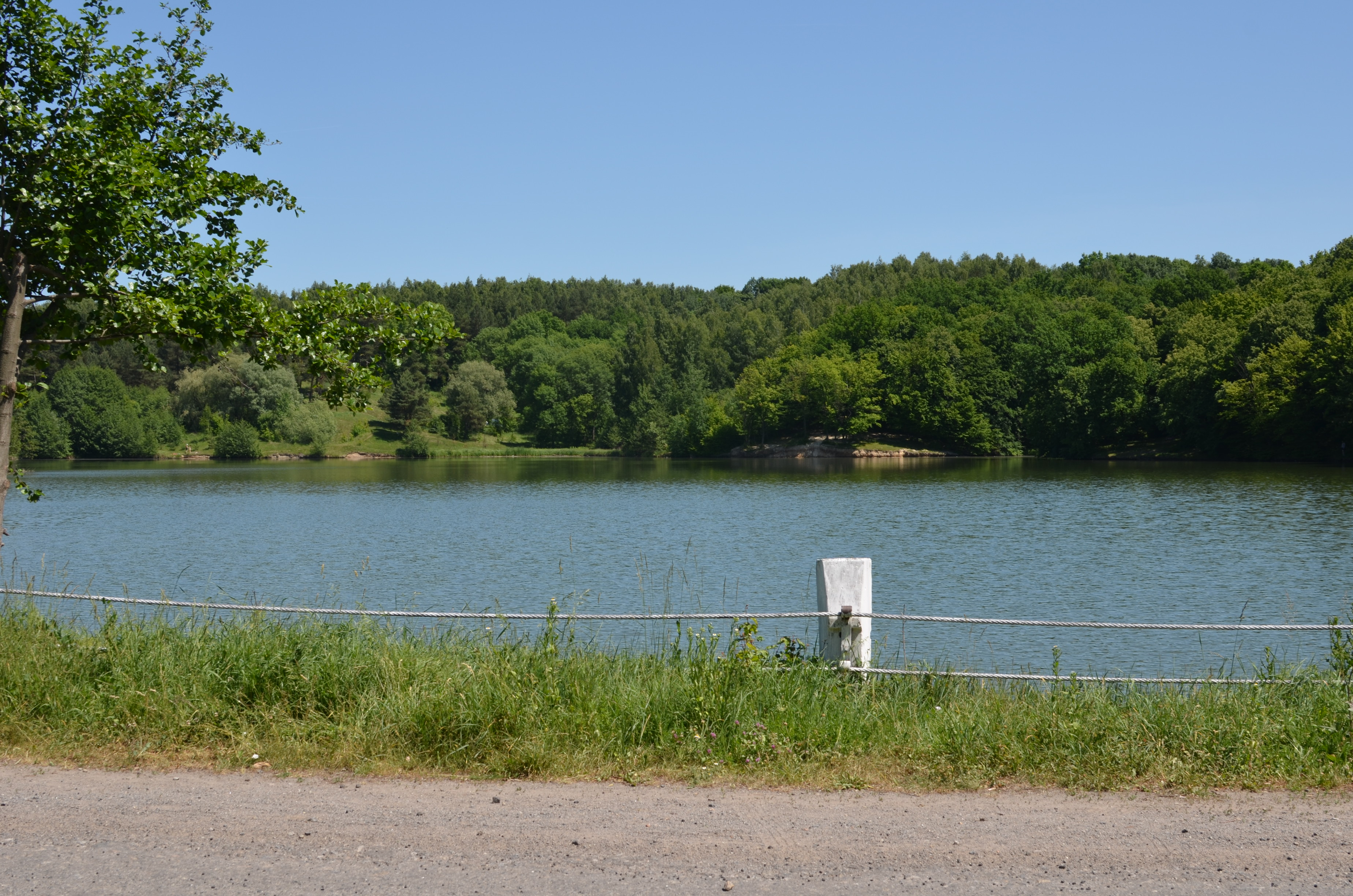
Ставок
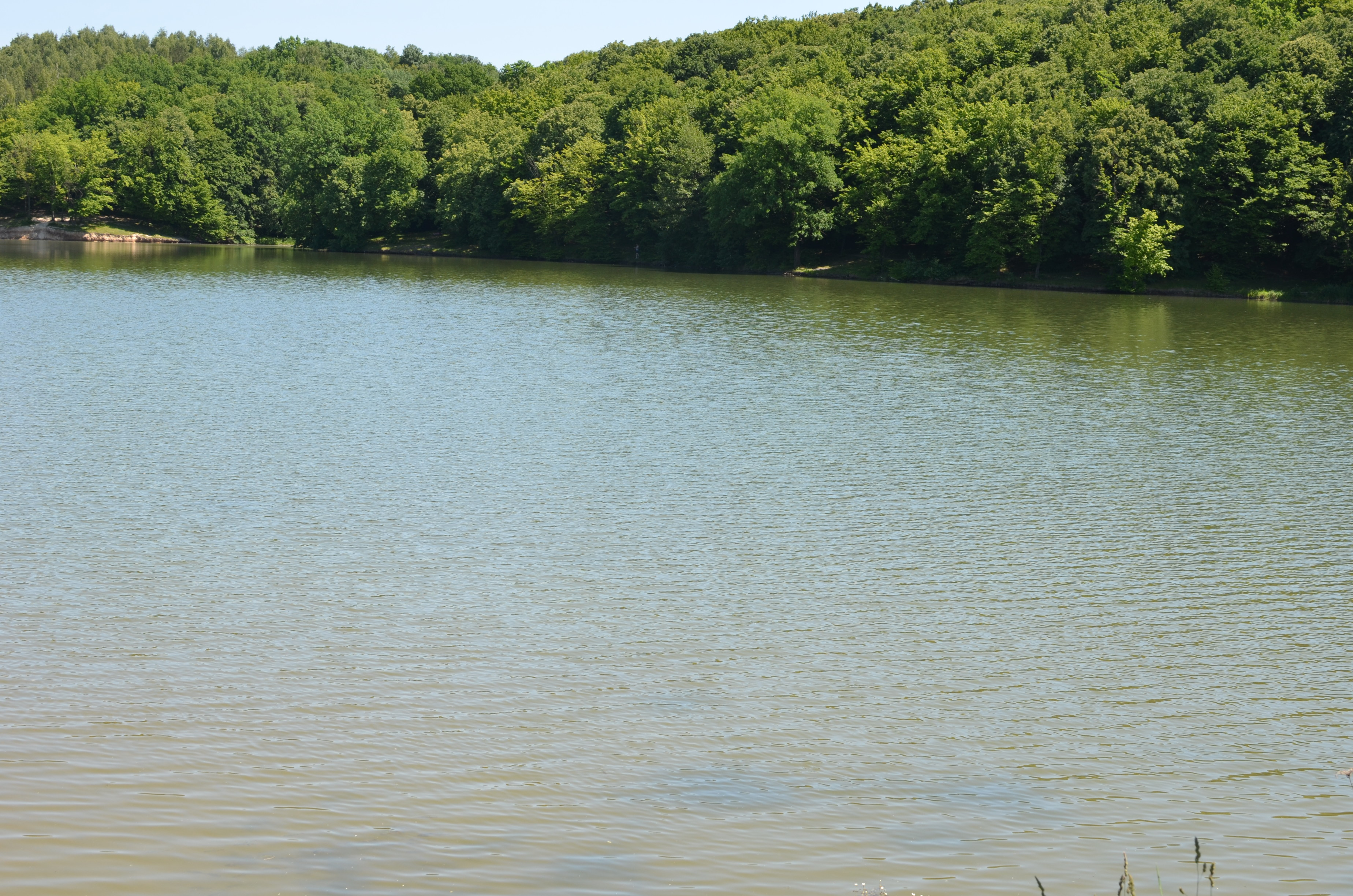
Ставок
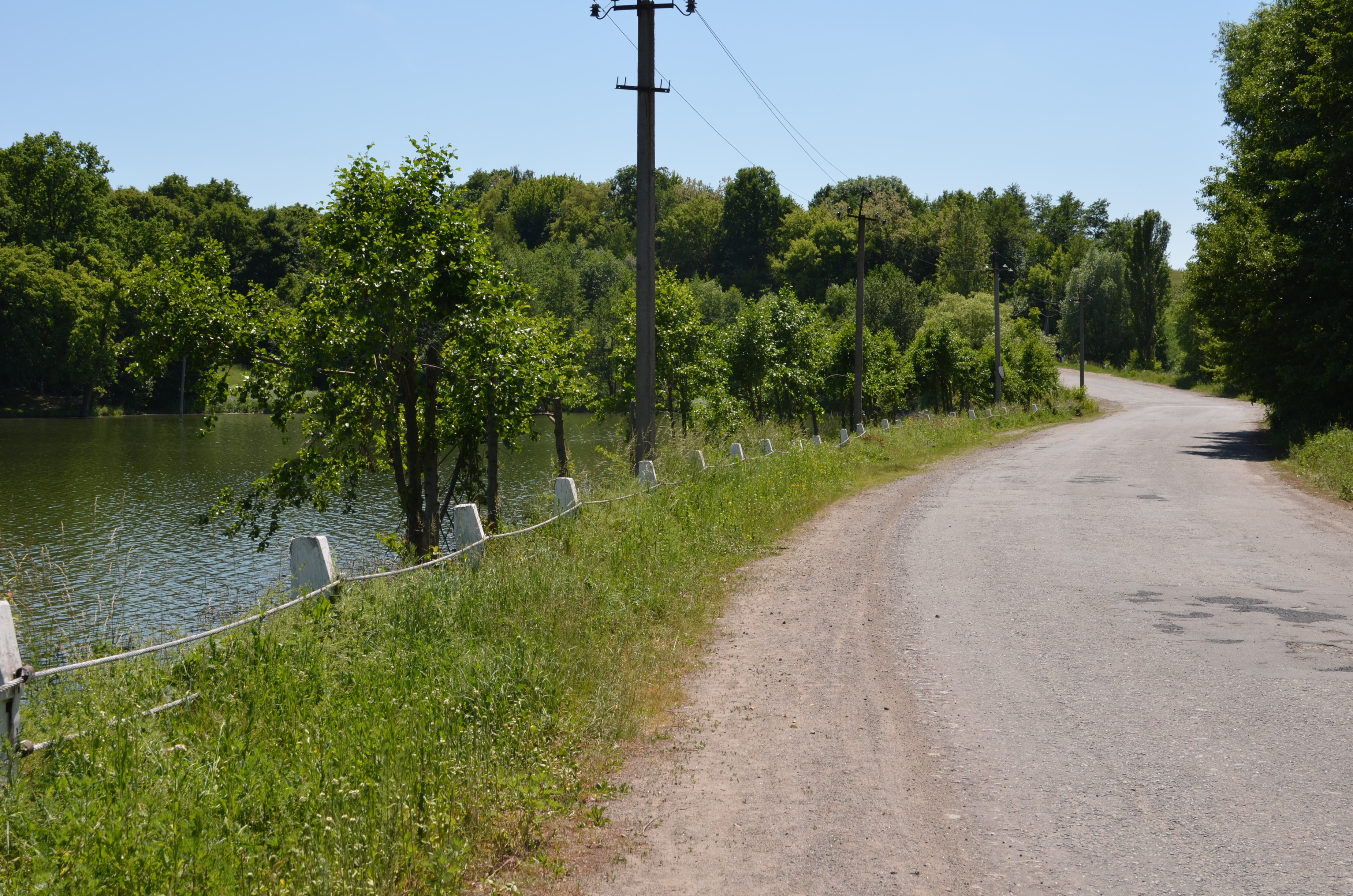
Дорога вздовж ставка
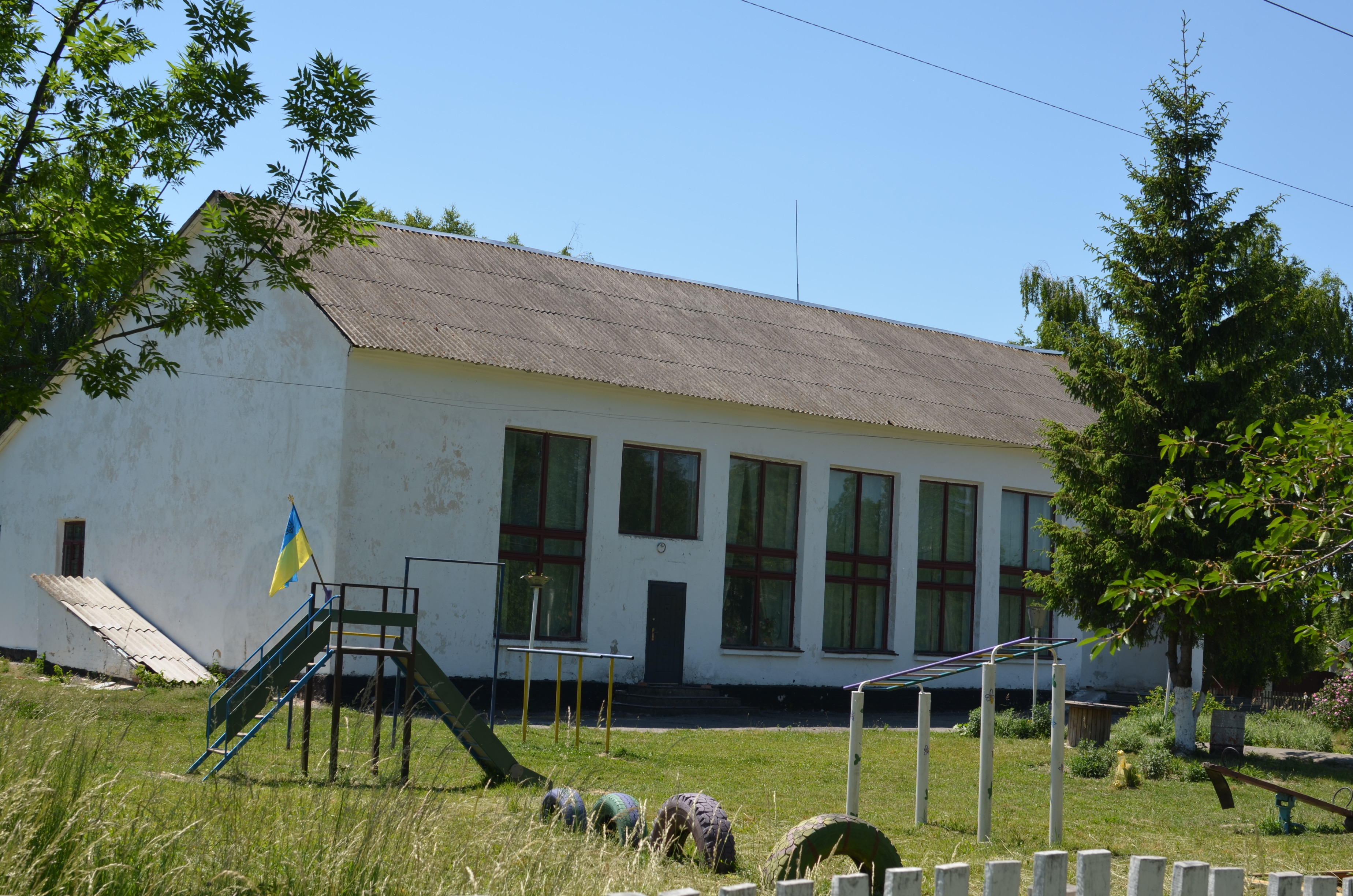
Будинок культури
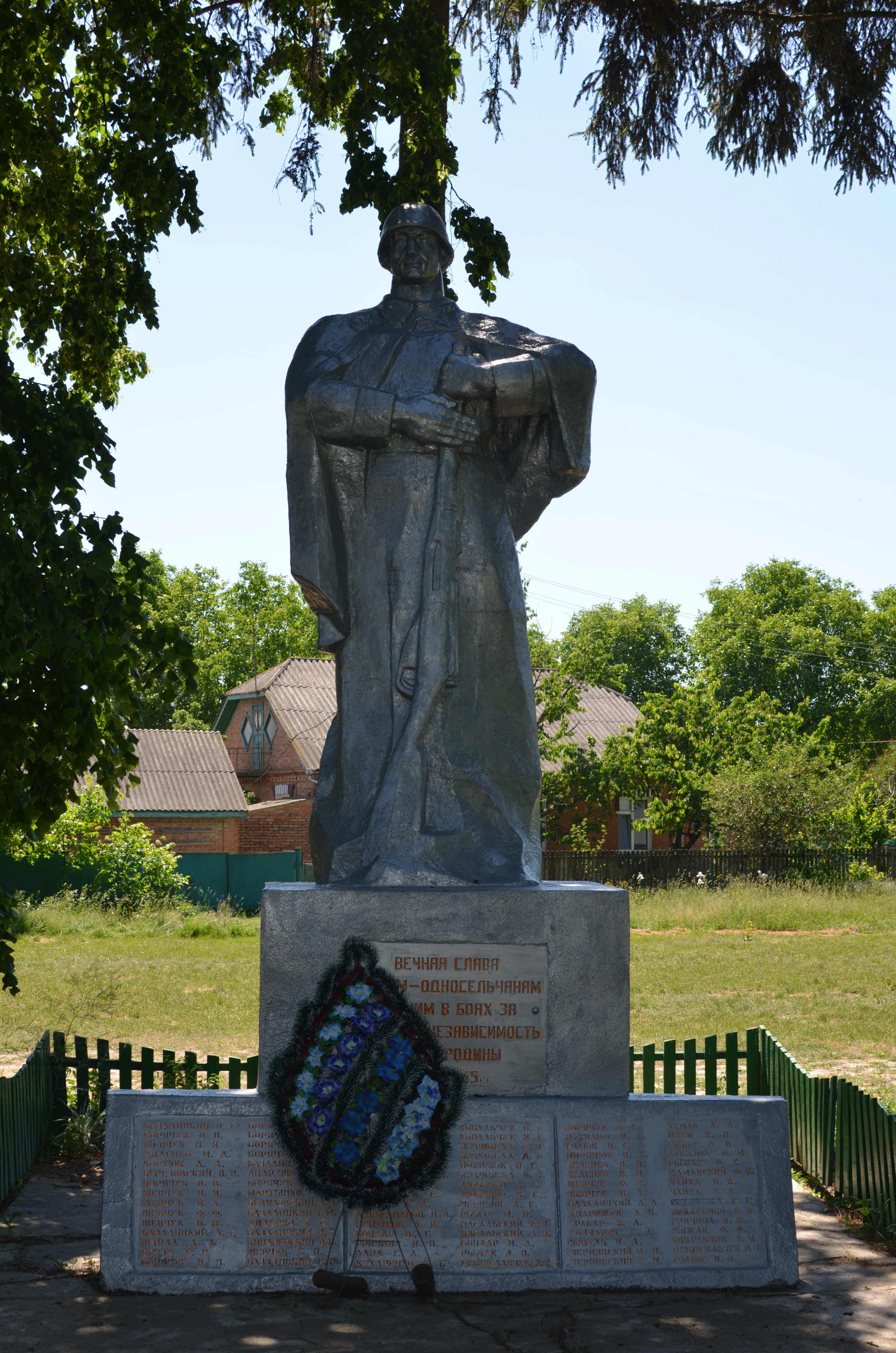
Пам'ятник воїнам-односельчанам
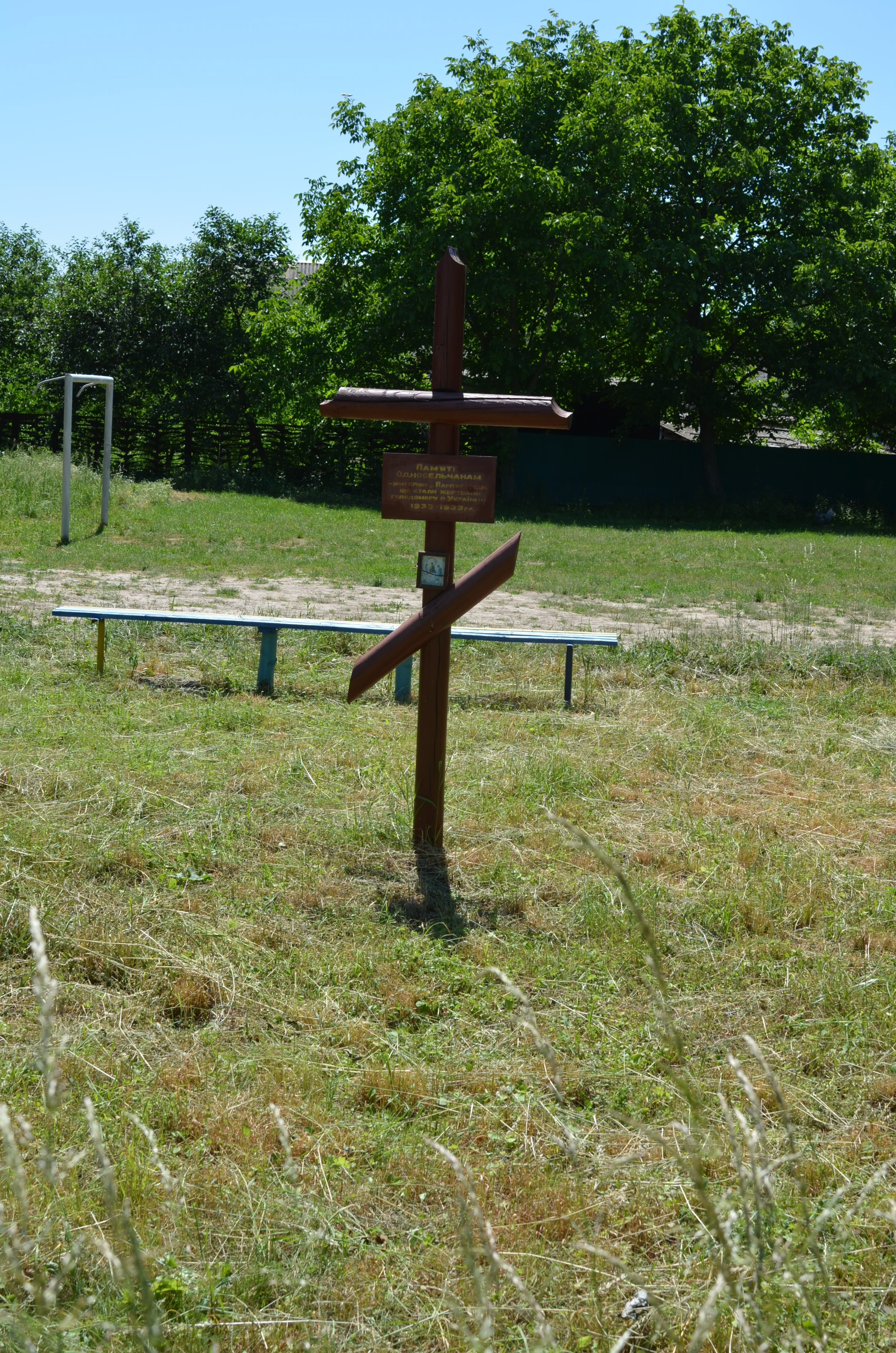
Пам'ятний хрест жертвам Голодомору
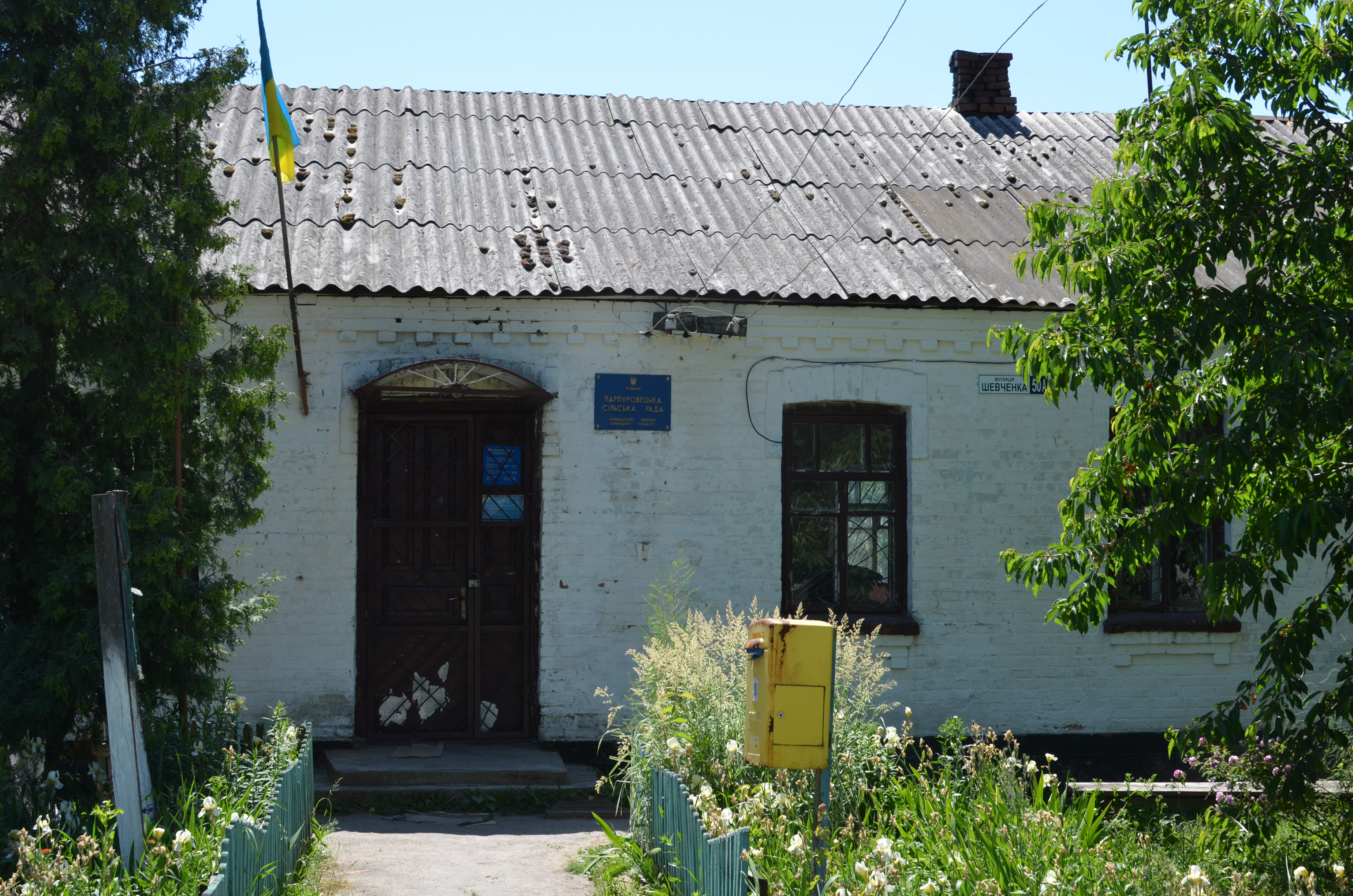
Сільська рада
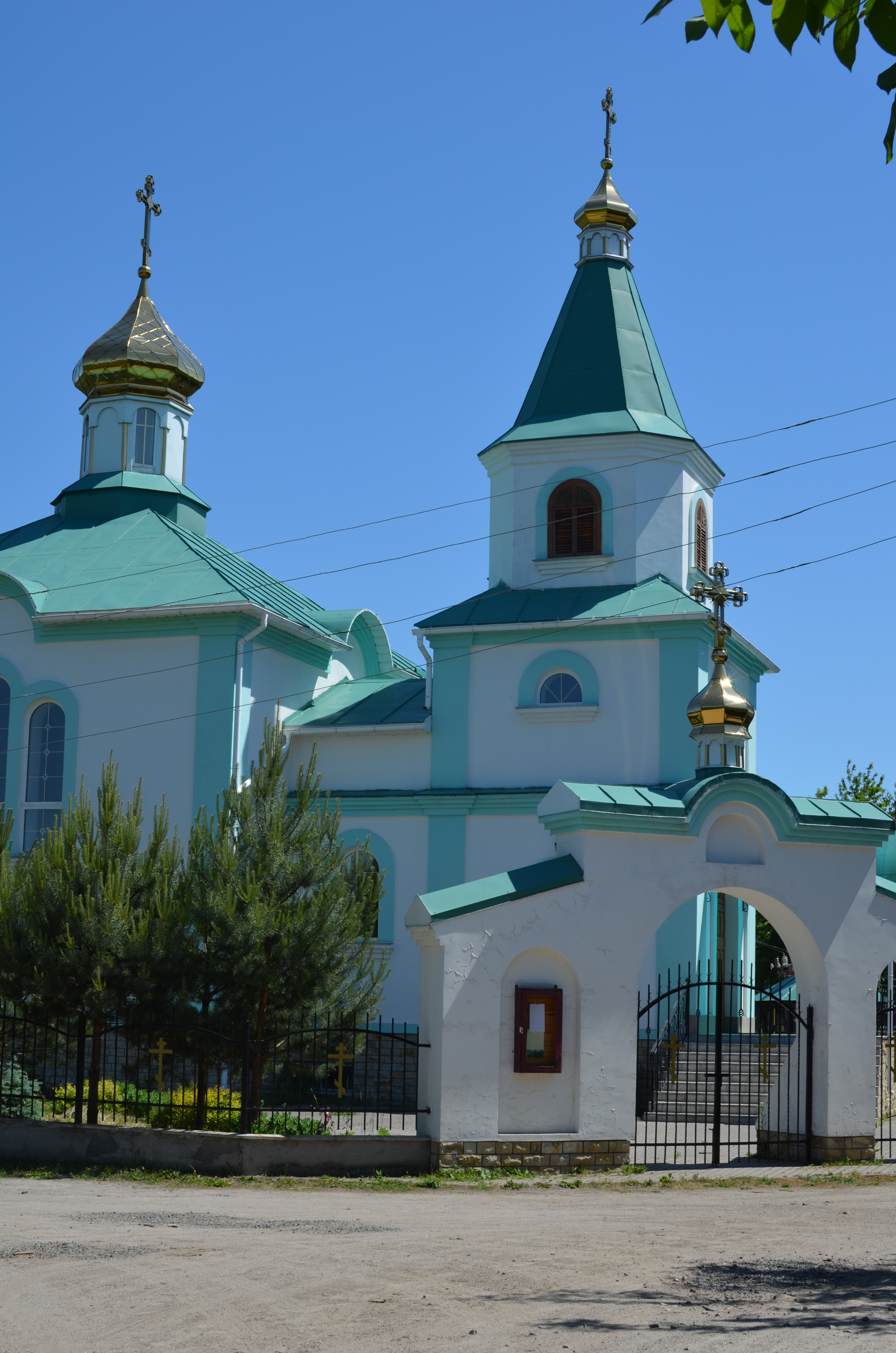
Церква
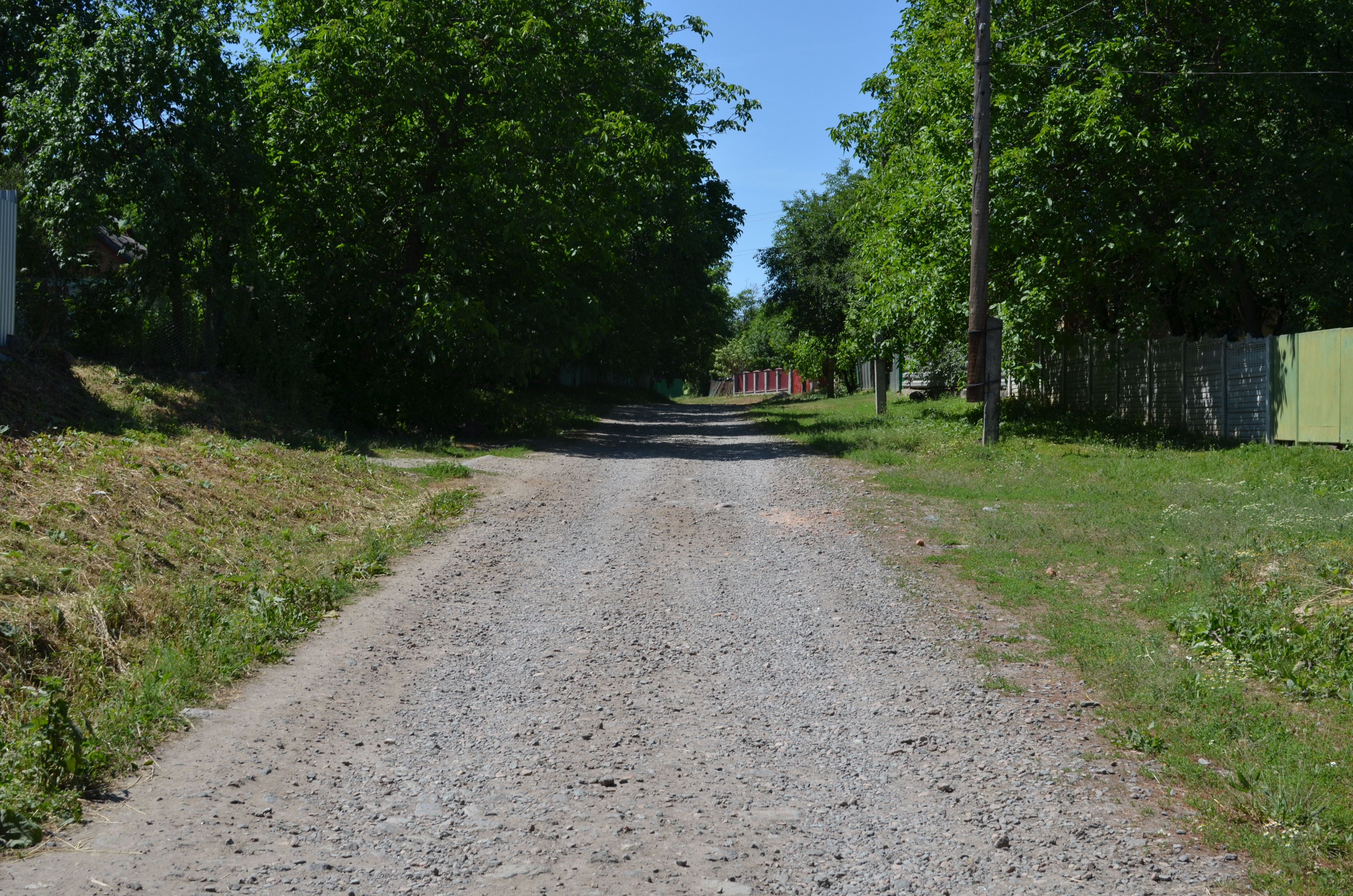
Сільська вулиця